# Avivamento
Os avivamentos (ou reavivamentos) é um termo teológico que se refere a um despertar religioso em um determinado lugar. Em particular, para o protestantismo, o avivamento é um processo de conversão espiritual motivado por Deus e às vezes é visto como um processo restauracionista . Nos Estados Unidos, historicamente, eles reconhecem dois avivamentos chamados respectivamente de Primeiro Grande Despertamento (1730-1740) e Segundo Grande Despertar (1790-1840). 

## História

### Idade Média
Antes do termo avivamento ser cunhado nas igrejas protestantes, havia movimentos antigos de reforma espiritual ou renovação religiosa do Cristianismo, desde o derramamento do fogo do Espírito Santo na igreja primitiva em 30 DC, após o qual eles foram convertidos a Cristo a 3000 pessoas (Atos 2:41), passando pelo anacoretismo de Santo Antônio Abade e os Padres do Deserto , até o monaquismo no Ocidente com São Bento de Núrsia .
Os períodos de grande expansão do cristianismo coincidiram com reavivamentos nas igrejas, como o vivido na Irlanda após o episcopado de São Patrício , que teve consequências no desenvolvimento cultural de toda a Europa, como mostra Thomas Cahill em sua obra How the Irish civilização salva . 2 Durante a Idade Média, ordens mendicantes como a franciscana geraram intenso fervor na Igreja da época, propondo um cristianismo mais radical a seus contemporâneos.

### Século XVII
Assim, muitos avivamentos foram inspirados pelo trabalho missionário principalmente de monges e frades, da Reforma Protestante (bem como da Contra-Reforma ) e a postura intransigente dos Covenanters na Escócia e Ulster do século XVII, que vieram para a Virgínia e Pensilvânia com Presbiterianos e outros não-conformistas. Seu personagem fez parte da estrutura mental que o levou à Guerra da Independência e à Guerra Civil.

### Século XVIII
A Idade do Iluminismo no século XVIII teve um efeito assustador sobre os movimentos espirituais, mas isso foi combatido pelo renascimento metodista de John Wesley , Charles Wesley e George Whitefield na Grã-Bretanha e pelo Grande Despertar na América antes da Revolução. Um avivamento semelhante (mas em menor escala) na Escócia ocorreu em Cambuslang, então uma cidade, e é conhecido como a Obra de Cambuslang. 
Um novo fervor se espalhou na Igreja Anglicana na virada do século, quando o partido evangélico de John Newton , William Wilberforce, e sua igreja de Clapham foram inspirados a combater os males sociais em casa e a escravidão no exterior, e fundaram as sociedades bíblicas e os missionários.
Jonathan Edwards, teólogo e pastor calvinista norte-americano, que serviu durante o período do Primeiro Grande Despertamento (nas décadas de 1730 e 1740), escreveu sua obra "The Distinguishing Marks of a Work of the Spirit of God" (As marcas distintivas de uma obra do Espírito de Deus) como uma análise crítica de tais fenômenos avivalistas, a fim de examinar a veracidade de muitas manifestações realizadas por parte dos ouvintes. Como apresentado por ele e demais avivalistas, tanto para dar início quanto para conservar o avivamento, é necessária a ênfase na oração, no conhecimento e prática da Palavra de Deus e no testemunho de uma vida santa, tendo Jesus como verdadeiro Senhor.

### Século XIX
Nos Estados Unidos de 1800-1850
Nos Estados Unidos, o Segundo Grande Despertar (1800-30) foi o segundo grande avivamento religioso na história dos Estados Unidos e consistiu na experiência de salvação pessoal renovada em reuniões de avivamento. Seus principais líderes incluíam Charles Finney, Lyman Beecher, Barton Stone, Alexander Campbell, Peter Cartwright e James B. Finley.
O reverendo Charles Finney (1792-1875) foi um líder importante do movimento de avivamento evangélico nos Estados Unidos. Reuniões de avivamento foram realizadas em muitos de seus estados do nordeste de 1821 em diante e ganharam muitos adeptos. Para ele, um renascimento não era um milagre, mas uma mudança de mentalidade que em última análise correspondia ao livre arbítrio da pessoa. Suas reuniões de avivamento criaram ansiedade na mente dos penitentes de que suas almas só poderiam ser salvas pela submissão à vontade de Deus, como Finney demonstrou com citações da Bíblia. Finney também realizou reuniões de avivamento na Inglaterra, primeiro em 1849 e depois na Inglaterra e Escócia em 1858-59. 
Na Nova Inglaterra, o renovado interesse pela religião inspirou uma onda de ativismo social, incluindo o abolicionismo . No oeste de Nova York, o espírito de renovação levou ao surgimento de novos restauracionistas, outras denominações cristãs e movimentos como o Movimento de Santidade . O renovado interesse pela religião deu origem a novas seitas e crenças, como a Igreja de Jesus Cristo dos Santos dos Últimos Dias.
No oeste (agora Upper South) - especialmente Cane Ridge, Kentucky e Tennessee - o avivamento fortaleceu metodistas e batistas. A Igreja de Cristo surgiu do Movimento de Restauração Stone e Campbell . Ele também introduziu uma nova forma de expressão religiosa na América: a reunião dos países escoceses.

## Características
Os avivamentos geralmente começam com oração, seja por parte do avivalista que toma o rumo do acontecimento, seja por parte de outros. Um exemplo clássico foi o de William Seymour, iniciante do Avivamento na Rua Azusa em 1905, que orava em torno de sete horas por dia antes do avivamento começar.

## Avivacionistas da História

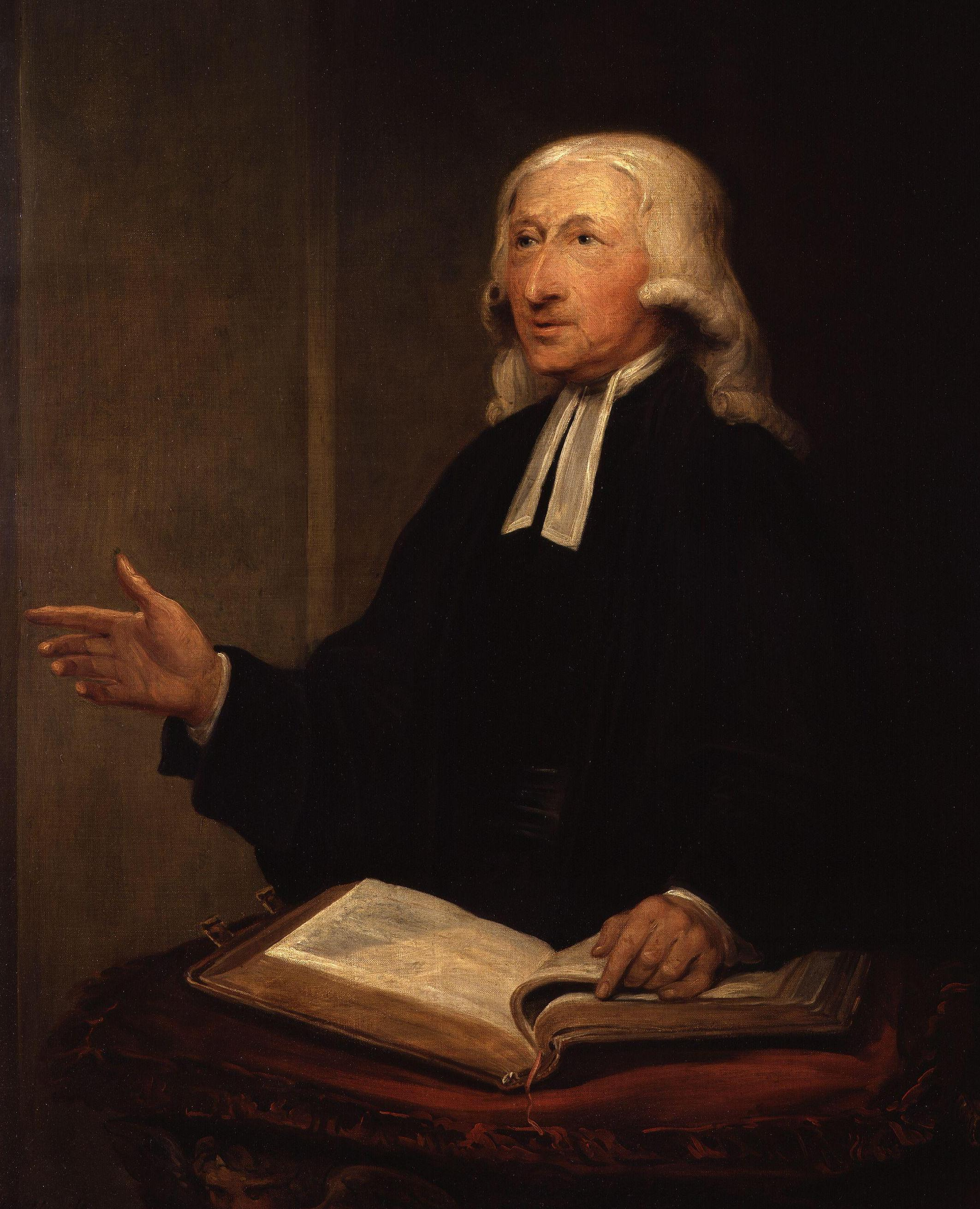
John Wesley, um dos grandes avivacionistas e responsável pelo maior avivamento da Inglaterra.

- Os 120 seguidores de Cristo, principalmente os onze apóstolos, presentes no cenáculo quando ocorreu o primeiro avivamento da história no dia de Pentecostes, em Jerusalém, Israel, logo após a Ascensão de Jesus.
- John Wesley, na Inglaterra, tendo fundado a Igreja Metodista no decorrer do seu avivamento, este chegando a alcançar mais de 120 mil fiéis.
- William Seymour, o iniciador do avivamento na Rua Azusa, um dos mais importantes dos últimos tempos e considerado como o acontecimento gerador do Pentecostalismo.
- Evan Roberts, avivacionista no País de Gales.
- General William Booth, outro avivacionista na Inglaterra, fundador do Exército de Salvação.
- Charles G. Finney, avivacionista norte-americano que, segundo o que se acredita, tocou cerca de quinhentas mil pessoas direta ou indiretamente pelo avivamento do qual ele foi líder.